# Öretjärnen (Särna socken, Dalarna, 684518-132450)
Öretjärnen är en sjö i Älvdalens kommun i Dalarna och ingår i Dalälvens huvudavrinningsområde. Sjöns area är 0,04 kvadratkilometer och den befinner sig 800 meter över havet.